# Knarvik
Knarvik est une ville de Norvège, centre administratif de la commune d'Alver, dans le comté de Vestland ainsi que du Landskap de Nordhordland. Sa population était de 4 995 habitants en 2011.